# 津田大介
津田 大介（つだ だいすけ、1973年〈昭和48年〉11月15日 - ）は、長野県出身のYouTuber、政治・社会活動家。
「メディア・アクティビスト」を標榜しており、現在は有限会社ネオローグ代表取締役、一般社団法人インターネットユーザー協会代表理事、新潟日報特別編集委員を務めている。
世界経済フォーラム2013年度ヤング・グローバル・リーダー、朝日新聞論壇委員、あいちトリエンナーレ2019芸術監督などを歴任した。

## 人物
早稲田大学社会科学部卒業後、ネットランナー編集部勤務を経て、1999年、有限会社ネオローグを設立。ネットにおける新たな情報発信に取り組み、2000代後半には「tsudaる」旋風を巻き起こす。2013年に政治メディアサイト「ポリタス」を立ち上げる。2020年にはYouTube「ポリタスTV」を開始し、時事系YouTuberとなった。
芸術分野にも進出しており、2014年からの3年間は京都造形芸術大学芸術学部文芸表現学科客員教授を歴任した。2019年には、あいちトリエンナーレ2019の芸術監督を務めた（後述）。
関西大学総合情報学部特任教授、京都造形芸術大学芸術学部文芸表現学科客員教授、東京工業大学リベラルアーツセンター非常勤講師、上智大学文学部新聞学科非常勤講師、早稲田大学文学学術院教授等を歴任した。
メディア、IT、著作権問題などを論じる。ソーシャルメディアの新しい活用も意欲的に実践している。著作に『Twitter社会論』(2009年)、『ウェブで政治を動かす！』『情報の呼吸法』(2012年)など。

## 生い立ち
長野県上田市生まれ。東京都北区滝野川出身。父親の津田公男は社会主義協会派の活動家で、日本社会党（現：社民党）の副委員長を務めた高沢寅男衆議院議員の私設秘書も務めた。母親は国立大学の職員で、書道家の津田貞子（津田静鳳）。2歳下の妹がいる。しんぶん赤旗にて、中学生時代に「赤旗」を読んだことが「物書き」になるきっかけとなったと述べている。
東京都立北園高等学校時代は、制服や校則のない自由な校風だったため、途中から授業に出ずに友人と部室でゲームをしていたと語っている。バンド活動など複数の部活に所属していて、そのなかで仲間と二人でやっていた新聞部が現在の原点だと述べている。新聞発行ごとの新聞広告収入2～3万円と年間30万の学校からの予算は部員の飲み食いに使ったと振り返っている。授業に出ていなかったこともあり、現役時代の大学受験は全部落ちて浪人生になった。1年間の予備校生活を経て早稲田大学社会科学部と明治大学政治経済学部に合格し、早稲田大学を選択した。

## tsudaる
2010年までにツイッターで津田の実況中継行為が注目され、「tsudaる」という言葉が流行した。津田は「2007年春、著作権の問題の審議会の委員だった」ときに、審議会の議論内容をリアルタイムでツイッターに投稿することを始めたという。津田によればこの言葉は2012年までに廃れた。

## あいちトリエンナーレ2019

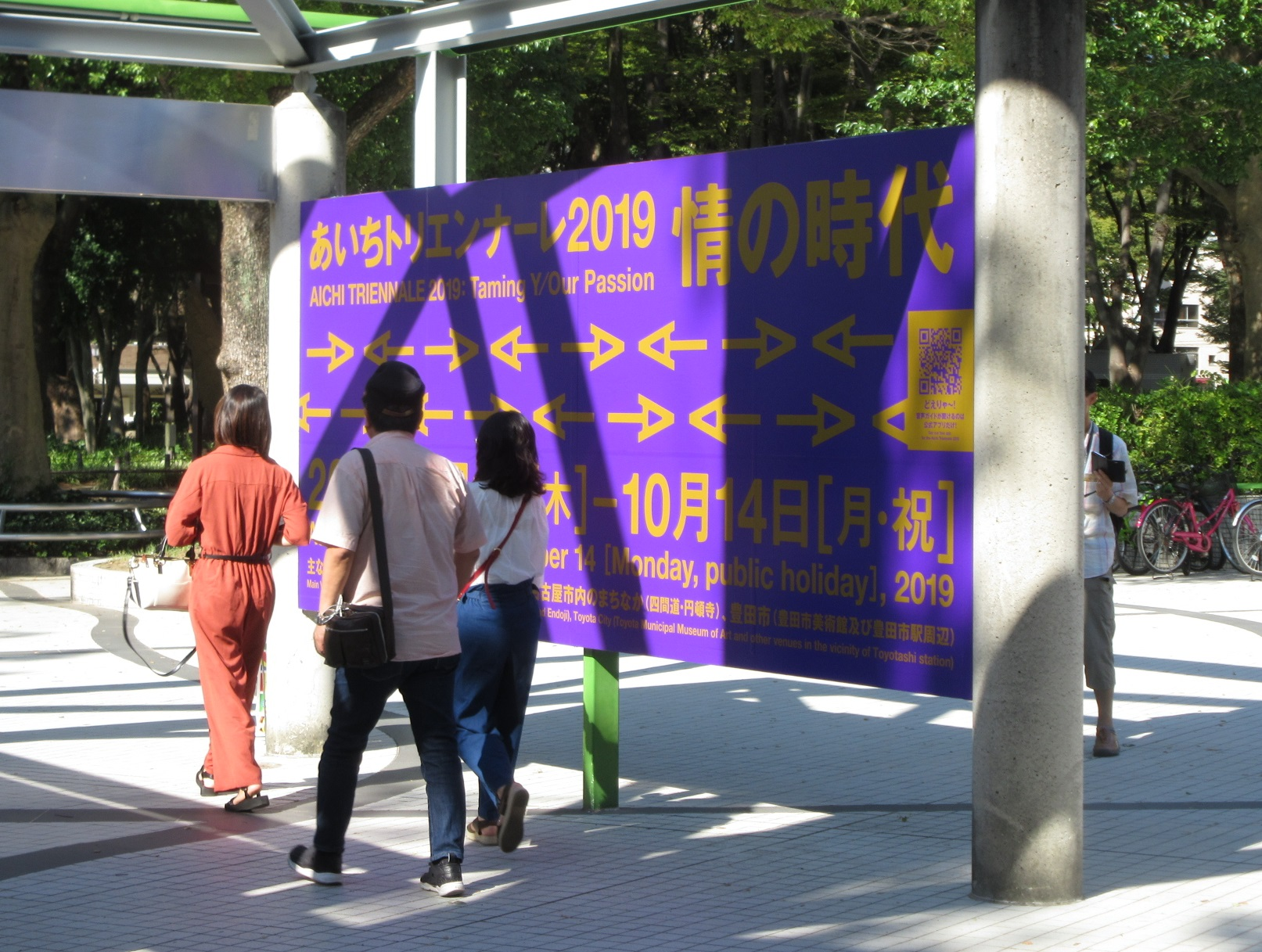
津田が芸術監督を務めたあいちトリエンナーレ2019

2017年8月1日、「あいちトリエンナーレ2019」の芸術監督に選任される。
2019年8月1日、同芸術祭が開幕した。同芸術祭の企画展「表現の不自由展・その後」に対し批判や脅迫が行われたため企画展は中止された。企画展の中止とその後の再開において実行委員会の大村秀章知事と河村たかし名古屋市長の対立が生じ、政治問題にまで発展した。自身も影響を受け、自民党の上畠寛弘神戸市会議員らの抗議により、出席予定だった神戸市の外郭団体「神戸市民文化振興財団」が主催する現代アートに関するシンポジウム（8月18日開催）は中止に追い込まれた。
2020年8月25日、整形外科医の高須克弥と河村が中心となり、大村知事リコール運動の署名活動が開始された。同年8月31日、高須は、「虚偽の情報をツイッターで拡散しリコールに向けた署名運動を妨害した」として、町山智浩、香山リカ、津田の3人を愛知県警に刑事告発した。
さらに高須と河村が率いる「減税日本」所属の名古屋市議3人は同年10月2日、あいちトリエンナーレをめぐり、大村と津田に約3千万円の損害賠償を請求するよう愛知県に求め、名古屋地裁に提訴した。
同年11月7日、高須はがんの病状の悪化が原因として、署名活動を半ばで中止すると発表した。これを受けて津田は同日、Twitterに次のように投稿をした。
同年11月8日、高須は津田のツイートに対し、やはりTwitterで「津田くんには僕が不正投票するような人間に見えるか。僕は断じて不正はしない」と抗議した。
2021年2月1日、愛知県選挙管理委員会は提出された約43万5千人分の署名の83.2％が無効との調査結果を発表した。リコールの事務局長を務めていた田中孝博らの関与が判明している。
メディア論研究者の伊藤昌亮は、津田が反発を受けた原因のひとつとして「金髪」に対する偏見を挙げている。「大学教授の座に就き、大新聞の論説委員を務めているという権威主義的なステータス」が、「金髪＝反権威主義的」という偏見を持つ者に「偽物の反権威主義」とみなされた結果、反発を招いたとする。

### 署名偽造事件に関連した告発
愛知県の大村秀章知事のリコールを求めた署名運動に関して、Twitterに「県知事リコールに参加した人たち、愛知県公報で本名と住所が県民に告知されるんですね」などのツイートやリツイートをし、署名することをとどまらせて運動を妨害したとして、愛知県知事リコール署名偽造事件で重要な役割を担った高須克弥により香山リカ、町山智浩ら4人とともに刑事告発された。これを受けて2021年9月9日に津田らは地方自治法違反の疑いで書類送検されたことが報じられたが、愛知県警は名古屋地検に起訴を求めない意見を付けたとみられている。その後の2022年3月17日に名古屋地検は津田らを嫌疑不十分で不起訴処分とした。

## 年表
1990年代
- 1997年 - 早稲田大学社会科学部在学中よりIT関連のライターとして執筆活動を開始。
- 1999年 - 有限会社ネオローグ設立・代表取締役。

2000年代
- 2002年 - 個人運営ニュースサイト「音楽配信メモ」（ブログ）を開設。
- 2006年
  - 株式会社ナターシャ（のち、ナタリーとなる）設立・取締役（ - 2014年7月）。
  - 文化審議会著作権分科会において複数の小委員会で専門委員を担当（ - 2008年）[41]。
- 2007年
  - Twitterアカウント（@tsuda）を開設。
  - 小寺信良（コラムニスト、AV・音響機器評論家）・白田秀彰（法学者、法政大学社会学部准教授）らと共同でインターネット先進ユーザーの会（MIAU、現インターネットユーザー協会）を設立。現在、一般社団法人インターネットユーザー協会（MIAU）代表理事。
- 2008年
  - 特定非営利活動法人情報通信政策フォーラム（ICPF）副理事長（ - 2014年3月）
  - デジタル・コンテンツ法有識者フォーラム設立・発起人。
  - コンテンツ学会設立・発起人。
  - 特定非営利活動法人ブロードバンド・アソシエーション「P2P関連問題研究会」委員。

2010年代
- 2010年
  - 国際大学グローバル・コミュニケーション・センター（GLOCOM）フェロー。
  - 特定非営利活動法人クリエイティブ・コモンズ・ジャパンフェロー（ - 2013年）。
  - 上智大学文学部新聞学科非常勤講師。
  - スマイキー株式会社（旧ピーエムアール）顧問。
- 2011年
  - 武蔵大学社会学部メディア社会学科非常勤講師。
  - 9月、有料メールマガジン『メディアの現場』の配信を開始。以降、毎週水曜日発行。
- 2012年
  - 4月、株式会社ゲンロン取締役（ - 2015年3月）、関西大学総合情報学部特任教授（任期：2012年4月 - 2013年3月）に就任。「ネットジャーナリズム論」「ネットジャーナリズム実習」を担当。
  - 東京工業大学リベラルアーツセンター非常勤講師（ - 2017年3月）。
  - 一般社団法人パワクロ・理事（ - 2016年3月）。
- 2013年 - 大阪経済大学情報社会学部客員教授、京都造形芸術大学芸術学部文芸表現学科客員教授 ( - 2017年3月）、新潟日報社特別編集委員、特定非営利活動法人コモンスフィアフェロー。政治メディアサイト「ポリタス」を立ち上げ、編集長を務める[42]。
- 2015年 - 朝日新聞社論壇委員
- 2017年
  - 早稲田大学文学学術院教授（ - 2020年3月）[43][44]
  - 8月1日 - あいちトリエンナーレ2019の芸術監督に就任[45][21]。
- 2019年4月 - 朝日新聞社論壇時評欄の筆者となる。（ - 2021年3月）自身以外の論壇委員6名の半数を女性とする。

2020年代
- 2020年6月 - ポリタスTVを開始。
- 2024年8月 - 静岡県伊豆の国市にて『論壇フェス』をジョー横溝と共同で開催[46]。

## 発言・主張
- 2007年、委員として参加していた文化庁の著作権分科会私的録音録画小委員会で、音楽・映画業界から提案されたダウンロード違法化について、「将来的に刑罰がつく可能性は高く、業界の要望でテキストや写真など音楽・映像以外の著作物にも対象が及ぶことは疑いがない。そうなればインターネット全般に大きな混乱を招く」と発言している[47]。
- 2014年、民主党機関紙「プレス民主」において、「マイノリティの人々の人権や、社会の多様性にちゃんと目配りする党になれるかどうかが今後の民主党の復活の鍵だろうと思います。」「『新しいリベラルって何だろう』ということを議論して、ぜひもう1回綱領を作り直してはどうでしょうか。」とし、「民主党には期待している」と述べた[48]。
- 韓国の李明博元大統領の竹島上陸を機に、新大久保で発生した抗議デモに対し、2013年に民主党の有田芳生、弁護士の宇都宮健児、安田浩一たちと共に抗議デモを批判するメッセージを送った[49]。
- 「東京都議会における差別発言を許さない市民一同」が東京都議会やじ問題に関するイベントを開催した際、その司会を行った。「女性に対する差別・人権侵害」、「リコール (地方公共団体)」について話し合い、「アクションプランをひとりひとりが実行していくことでしか社会は変わらない」と述べた。イベントには、Change.org日本代表のハリス鈴木絵美、蓮舫、福島瑞穂などが参加した[50]。
- 東京都議会やじ問題の塩村文夏都議に対するやじ発言について、「あんな時代錯誤な発言が出ること自体が、恥さらしと思う」と答えた[51]。
- 2016年の新語・流行語大賞にノミネートされた「保育園落ちた日本死ね」について鳥越俊太郎とともに賛同している[52]。
- 2017年8月3日に新たに発足した安倍改造内閣で外務大臣に起用された河野太郎については父親の河野洋平とは政治的スタンスが違うと評して、親子ということに注目されると『親がこうだからこうだろう』と判断されていると述べている。就任に否定的な人たちは『またアジアに土下座外交するのか』と疑っていると評している[53]。
- 近年は「ハッシュタグ・アクティビズム」（ツイッターのハッシュタグを利用した政治・社会運動）を推進しており、その洗練化・スマート化を標榜している[54][55]。
- 2017年8月、ニコニコ生放送の討論番組「安倍離れ？内閣改造について言いたい事を言う生放送」で同席していた三浦瑠麗が離席時、「おトイレですか？お手洗いですか？」「音と匂いを想像しながら…」などと発言。数日後、ツイッターでこれがセクハラでないか、と指摘を受けた際は「そんなことやった記憶一度もない」と当初は否定し、指摘者をブロックするなどした[56][57]が、その後、社会的なセクハラ事件に対する自身の態度と二重基準ではないかなどの批判もあり、メディアなどでも報じられた後に「不快な思いをさせてしまい、すみませんでした」「共演者の女性に対して泥酔してセクハラ発言をした」と正式に発言を認め、三浦に対しても謝罪。「愚かなふるまいとして一生胸に刻みつけて生きるつもり」と反省を表明[58]した。

## 私生活
2002年、一般女性と結婚し杉並区高円寺に転居したが、2016年に離婚協議中であることが報じられている。2021年時点で港区に在住。

## 著書

### 単著
- 『だからWinMXはやめられない』（インプレス・2003年）
- 『ググる - 検索エンジンGoogleを使ってネット上の情報を検索すること』（毎日コミュニケーションズ・2004年）
- 『だれが「音楽」を殺すのか?』（翔泳社・2004年）
- 『アマゾる―オンラインショップAmazonをとことん限界まで使いこなすこと』（毎日コミュニケーションズ・2005年）
- 『仕事で差がつくすごいグーグル術』（青春出版社・2006年）
- 『仕事が速くなるフリーソフト活用術』（青春出版社・2006年）
- 『Twitter社会論 - 新たなリアルタイム・ウェブの潮流』（洋泉社・2009年）
- 『情報の呼吸法』（朝日出版社・2012年）
- 『動員の革命 - ソーシャルメディアは何を変えたのか』（中公新書ラクレ・2012年）
- 『ウェブで政治を動かす! 』（朝日新書・2012年）
- 『Tweet&Shout ニュー・インディペンデントの時代が始まる』（東京ニュース通信社、2013年）
- 『ゴミ情報の海から宝石を見つけ出す―これからのソーシャルメディア航海術』PHP研究所〈PHPビジネス新書〉、2014年1月18日。
- 『情報戦争を生き抜く―武器としてのメディアリテラシー』朝日新聞出版〈朝日新書〉、2018年11月13日。

### 共著
- 『すぐ効くNEC PC‐98シリーズのトラブルシューティング』（毎日コミュニケーションズ・1998年）高安正明との共著
- 『ワンランク上の使いこなし&グッズ こだわる大人のiPod』（日経BP社・2005年）共著
- 『CONTENT'S FUTURE ポストYouTube時代のクリエイティビティ』（翔泳社・2007年）小寺信良との共著
- 『ブックビジネス2.0 - ウェブ時代の新しい本の生態系』（実業之日本社・2010年）共著
- 『未来型サバイバル音楽論 - USTREAM、twitterは何を変えたのか』（中公新書ラクレ・2010年）牧村憲一との共著
- 『日本人が知らないウィキリークス』（洋泉社・2011年）共著
- 『IT時代の震災と核被害』（インプレス選書・2011年）共著
- 『リアルタイムメディアが動かす社会: 市民運動・世論形成・ジャーナリズムの新たな地平』（東京書籍・2011年）共著
- 『自由報道協会が追った3.11』（扶桑社・2011年）共著
- 『メディアの仕組み』（夜間飛行・2013年）池上彰との共著
- 安田浩一、高野孟、香山リカ、鈴木邦男等『安倍政権のネット戦略』創出版新書、2013年。
- 西きょうじ、津田大介『越境へ。』亜紀書房、2015年5月23日。
- 平田オリザ、津田大介『ニッポンの芸術のゆくえ―なぜ、アートは分断を生むのか?』青幻舎、2021年6月16日。

## 出演

### テレビ番組
- MAG・ネット（2011年4月 - 2013年3月、NHK総合）
- NEWS WEB 24（NHK総合） - ネットナビゲーター（コメンテーター）
  - パイロット版（2012年1月13日未明（12日深夜））
  - レギュラー版第1期（2012年4月 - 2013年3月、水曜[注 1]、NHK総合）
- ゴールデンアワー Golden Hour（2012年4月 - 9月、TOKYO MX） - 曜日MC（木曜）
- ニュースの深層（2012年 - 2014年2月、朝日ニュースター→テレ朝ch2） - 月曜キャスター
- 大炎上生テレビ オレにも言わせろ!（2012年9月28日、TBS）
- ヒストリーチャンネル「未来キュレーション」金曜日22:30 - 23:00（2013年、衛星放送） - キュレーター
- 新・週刊フジテレビ批評 → 週刊フジテレビ批評（フジテレビ） - コメンテーター
- 津田大介 日本にプラス（2014年4月 - 、CSデジタル放送向けテレ朝チャンネル2） - 司会
- FNNスーパーニュース（2014年9月29日 - 2015年3月27日、フジテレビ） - ネットナビゲーター
- Live Nippon（2014年10月4日 - 2015年、BS朝日） - コメンテーター
- みんなのニュース（2015年3月30日 - 2016年9月30日、フジテレビ） - ネットナビゲーター[60]
- ボクらの時代（2016年3月13日、フジテレビ） 津田大介×三浦瑠麗×古市憲寿

### ウェブ番組
- テンキャラグランプリ＠ニコ生大放送（2011年8月8日 - 、ニコニコ生放送）
- 津田大介の「メディアの現場」の現場（2012年7月1日 - 、WALLOP）
- 津田大介の「メディアの現場」（2013年2月19日 - 、Magalry（マガリー）津田大介の「メディアの現場」）
- みんなのウラ （フジテレビ - ホウドウキョク、2015年4月 -）
- あしたのコンパス （フジテレビ - ホウドウキョク、2015年4月 - 火曜アンカー）
- デモクラシータイムス（YouTube、2017年7月21日、2023年9月21日[注 2]）
- ポリタスTV（YouTube、2020年6月1日 - ）
- JAM THE WORLD - UP CLOSE（Amazon Music、2021年8月16日 - 月曜ナビゲーター）

### ラジオ
- 文化系トークラジオ Life（2006年12月24日未明（23日深夜） - 、TBSラジオ） - サブパーソナリティ
- ニュース探究ラジオ Dig 「最後に夢を見ているリスナーに贈る！BOØWY探究ラジオGIG」（2012年1月20日、TBSラジオ）
- Jam the WORLD（2011年7月5日 - 2015年3月31日、J-WAVE） - 火曜ナビゲーター
- すっぴん! (2013年4月2日 - 2015年3月17日、2019年6月28日 、NHKラジオ第1放送） - 火曜日パーソナリティー、2019年6月28日はゲスト。
- 大竹まこと ゴールデンラジオ!（2022年6月14日、文化放送）

### 映画
- ラブ&ピース（2015年6月27日、アスミック・エース、監督：園子温）
- 北園現代史 ～自由の裏に隠された衝撃の実態～（2021年、監督：中村眞大）
- 劇場版 センキョナンデス（2023年2月18日、監督：ダースレイダー、プチ鹿島）